# Rúben Vezo
Rúben Miguel Nunes Vezo (Setúbal, 25 de abril de 1994), más conocido como Vezo, es un futbolista portugués que juega como defensa en el Olympiacos F. C. de la Superliga de Grecia.

## Carrera

### Vitória Setúbal
Nacido en Setúbal, empezó su carrera en las categorías inferiores del Vitória Setúbal a la edad de 15 años. Fue incorporado a la primera plantilla para la temporada 2013-14 y el 18 de agosto de 2013 hizo su debut en la máxima categoría en una derrota 1-3 frente al Oporto.
Empezó la temporada jugando los 90 minutos en cada partido a pesar de su corta edad (19 años), y esto hizo que varios equipos se fijaran en él, entre ellos el Valencia Club de Fútbol que buscaba un defensor con proyección.

### Valencia C. F.
El 4 de noviembre de 2013 firmó un contrato por 5 temporadas con el Valencia Club de Fútbol de la Primera División de España a cambio de 1,5 millones de euros para el Vitória Setúbal.  El director deportivo Braulio Vázquez seguía sus pasos desde hace tiempo, y Jorge Mendes avaló su fichaje a pesar de no ser el representante del futbolista. El club necesitaba un nuevo defensor tras la precipitada marcha de Adil Rami al A. C. Milan. Vezo no pudo hacer su debut con el equipo valencianista hasta enero de 2014, por lo que permaneció jugando en el Vitória Setúbal hasta entonces y finalmente el 31 de diciembre de 2013 fue oficialmente presentado como nuevo futbolista del Valencia C. F.
Disputó sus primeros minutos como valencianista vistiendo el dorsal 3 el 8 de febrero de 2014 en el encuentro de la jornada 23.ª en Mestalla entre el Valencia C. F. y el Real Betis (5-0), entrando en el minuto 81 en sustitución del también debutante Phillipe Senderos. Dos jornadas después, el 23 de febrero, disputó  su primer partido completo con el equipo valencianista y logró anotar su primer gol, que además daba el triunfo en el último minuto del encuentro para el Valencia C. F. ante el Granada C. F. (2-1) en Mestalla. No disfrutó de muchas participaciones el resto de la temporada, pero cuando participó cumplió con sorprendente seguridad y cometiendo muy pocos errores.
Durante el verano de 2014 hizo la pretemporada con el nuevo Valencia C. F. del entrenador Nuno Espírito Santo y destacó como pareja del central argentino Otamendi, lo que hizo a Vezo empezar la temporada como titular y ser convocado con su selección, al estar en mejor forma física que el reciente campeón del mundo el alemán Mustafi. Tras la recuperación física del central alemán, Vezo salió del once titular.

### Granada C. F.
El 31 de agosto de 2016 se confirmó su cesión por una temporada al Granada C. F.

### Valencia C. F.
Regresa de la cesión para realizar la pretemporada con el Valencia C. F. El 11 de agosto de 2017 marca el único gol del equipo en el "Trofeo Naranja", en la derrota del conjunto valencianista ante el Atalanta por 1-2.

### Levante U. D.
El 29 de enero de 2019 el Valencia C. F. hizo oficial su cesión al Levante U. D. hasta final de temporada. El 1 de julio de 2019 se hizo oficial su traspaso al conjunto granota con el que firmó por cinco campañas.
En la temporada 2019-20 participó en 30 encuentros, jugando en todos ellos los 90 minutos. Durante su etapa en el club jugó un total de 165 partidos en los que anotó cuatro goles.
El 31 de enero de 2024 se marchó a Grecia después de acordarse su traspaso al Olympiacos F. C. Allí apenas estuvo unos meses, ya que en septiembre fue cedido al Eyüpspor turco.

## Selección
El 18 de noviembre de 2013 estuvo en la convocatoria de la selección sub-21 de Portugal, en el partido que disputó frente al combinado de Israel en el estadio Hamoshava de Petah Tikva (Israel), clasificatorio para el próximo campeonato de Europa de la categoría, con victoria portuguesa por 3-4.
En abril de 2014 fue convocado por la selección sub-20 para disputar el Torneo Esperanzas de Toulon del 21 de mayo al 1 de junio en la 42.ª edición del torneo.
Tras el verano de 2014, en el que consiguió la titularidad en el Valencia, fue convocado por primera vez por Paulo Bento para la selección absoluta para el partido de fase de clasificación para la Eurocopa 2016 frente a Albania.

## Clubes
- Actualizado el 24 de mayo de 2025.[15][16]

| Club                   | País     | Año       | Partidos | Goles |
| ---------------------- | -------- | --------- | -------- | ----- |
| Vitória Setúbal        | Portugal | 2013      | 16       | 1     |
| Valencia C. F.         | España   | 2014-2017 | 46       | 2     |
| Granada C. F. (cedido) | España   | 2016-2017 | 19       | 0     |
| Valencia C. F.         | España   | 2017-2019 | 38       | 1     |
| Levante U. D. (cedido) | España   | 2019      | 15       | 2     |
| Levante U. D.          | España   | 2019-2024 | 150      | 2     |
| Olympiacos F. C.       | Grecia   | 2024-     | 5        | 0     |
| Eyüpspor (cedido)      | Turquía  | 2024-2025 | 28       | 0     |

## Palmarés

### Títulos nacionales
| Título       | Club           | País   | Año     |
| ------------ | -------------- | ------ | ------- |
| Copa del Rey | Valencia C. F. | España | 2018-19 |